# Écluse de Benham

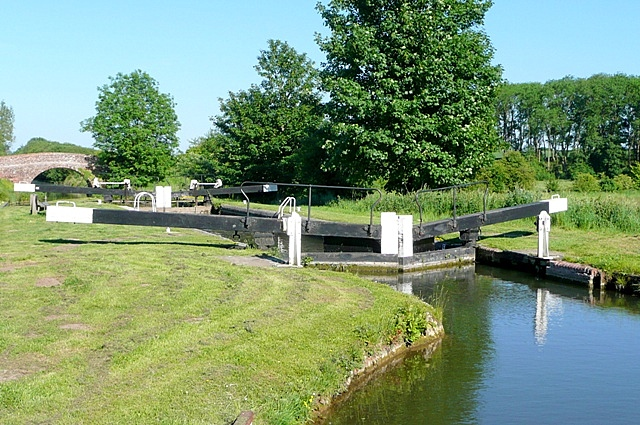
Écluse de Benham

L’écluse de Benham est une écluse sur le canal Kennet et Avon, entre Kintbury et Newbury, dans le Berkshire, en Angleterre. Elle est située en aval de Marsh Benham, mais dans la paroisse civile d’Enborne.
L'écluse de Benham a été construite entre 1718 et 1723 sous la direction de l'ingénieur John Hore de Newbury. Le canal est administré par la British Waterways. L’écluse permet de franchir un dénivelé de 1,90 m (6 pi 3 po).